# Robert Piotrowski
Robert Piotrowski (ur. 1974 w Gorzowie Wielkopolskim) – polski historyk, germanista, kulturoznawca, kolekcjoner i regionalista. Autor licznych publikacji książkowych, albumowych, artykułów prasowych i internetowych popularyzujących historię Gorzowa Wielkopolskiego (Landsberg an der Warthe) i regionu.

## Życiorys
Studiował nauki o kulturze na Uniwersytecie Europejskim Viadrina we Frankfurcie nad Odra (praca dyplomowa u prof. dr. dr. Ulricha Knefelkampa) oraz Nową i Najnowszą Historię na Uniwersytecie Humboldtów w Berlinie. Stypendysta fundacji Studienstiftung des deutschen Volkes, Gemeinnützige Hertie-Stiftung, Ministerstwa Kultury, Dziedzictwa Narodowego i Sportu, realizował także autorskie projekty w ramach konkursów grantowych, m.in. Geschichtswerkstatt fundacji Erinnerung, Verantwortung, Zukunft EVZ, stypendialnych Prezydenta Miasta Gorzowa. Jest członkiem i kooperantem lokalnych, brandenburskich, polsko-niemieckich gremiów i instytucji. W 2014 roku otrzymał odznakę Ministra Kultury i Dziedzictwa Narodowego Zasłużony dla kultury polskiej. Od 10 lat prowadzi własny fanpage facebookowy „Dom Historii Miasta – Gorzów – Landsberg” wraz z grupą „POLANDsberskie”.

## Wybrane publikacje
- Luteranie w Gorzowie (1537-2007), Robert Piotrowski, Paweł Adam Leszczyński. – Gorzów Wlkp.: Komisja Historyczna Parafii Ewangelicko-Augsburskiej Św. Trójcy: Towarzystwo Przyjaciół Archiwum i Pamiątek Przeszłości, 2007.
- Dzieje Santoka – gród, wieś i okoliczne miejscowości, red. Robert Piotrowski; oprac. tekstowe Anna Jodko [i in.], Fundacja Ochrony Przyrody i Dóbr Historycznych Ziemi Santockiej; Urząd Gminy w Santoku, Santok, 2007.
- Panorama dziejów wsi Łupowo: 1278 – 2008: wydanie pamiątkowe z okazji 730- lecia pierwszej wzmianki o wsi Loppow – Łupowo na podstawie materiałów archiwalnych oraz opracowań prof. Edwarda Rymara. Robert Piotrowski; oprac. Edward Rymar, Bogdaniec, Urząd Gminy, 2008.
- Ernst Henseler : Wepritz – Berlin – Wieprzyce – Gorzów: 1852 – 1940, Gorzów Wielkopolski, Społeczny Komitet Budowy Pomników Jana Korcza i Ernsta Henselera – Jerzy Synowiec, Arkadiusz Grzechociński, Leszek Rybka, Sławomir Jach, Wawrzyniec Zieliński, Robert Piotrowski, Miejskie Centrum Kultury, 2010.
- Kolekcja afiszy teatralnych Stadt-Theater Landsberg a. W. 1920-1922 w Teatrze im. Juliusza Osterwy w Gorzowie Wielkopolskim, Gorzów Wielkopolskie: na zlec. Przedsiębiorstwa Inżynieryjno-Budowlanego "Infra", 2014.
- 100 lat Parku Róż: park miejski od Cesarza Wilhelma do dziś, Gorzów Wielkopolski, Stowarzyszenie Promocji Kultury "Kamienica", Kamienica Artystyczna Lamus, 2014.
- Santok wczoraj i dziś = Santok gestern und heute, Santok, Gmina Santok, Fundacja Ochrony Przyrody i Dóbr Historycznych Ziemi Santockiej, 2015.
- Gorzów – Landsberg, Frankfurt (Oder): historia, która nas łączy = Geschichte die uns verbindet, Gorzów Wielkopolski, Miasto Gorzów Wlkp., 2015.
- Od Starego Rynku… czyli rzecz o placach Gorzowa – Gorzów Wielkopolski, Stowarzyszenie Promocji Kultury "Kamienica", Sonar, 2016.
- Przytoczna z historią po drodze – Przytoczna mit Geschichte unterwegs, Urząd Gminy Przytoczna, 2018.
- Przewodnik po gorzowskiej Reformacji (1537-1997), Biblioteczka Nadwarciańskiego Rocznika Historyczno-Archiwalnego; nr 4, Parafia Ewangelicko Augsburska Św.Trójcy, Gorzów / Bielsko-Biała 1997.
- Gorzów wczoraj i dziś / Landsberg gestern und heute (wspólnie z Józefem Finsterem), Gorzów 1998.
- 150 lat gazowni w Gorzowie Wlkp: kronika gazowni 1857-2007, Wielkopolski Operator Systemu Dystrybucyjnego. Szczecin Oddział Zakład Dystrybucji Gazu 2007.
- Stary Gorzów na pocztówkach [Dokument ikonograficzny - pocztówka] = Altes Landsberg auf ansichtskarten, Gorzów 1999.
- Gorzów Wielkopolski: plan miasta i okolic w języku niemieckim i polskim 1:16500, BAG Landsberg (Warthe) - Stadt und Land e.V, Gorzów 2005, wyd. 2 2009.
- 1994–2014. Festschrift zum Jubiläum 20 Jahre Oekumenisches Europa-Centrum Frankfurt (Oder) e.V. / Wydawnictwo Jubileuszowe z Okazji 20-Lecia Europejskiego Centrum Ekumenicznego we Frankfurcie nad Odrą. Frankfurt (Oder) 2014.
- 100 lat na szynach: Landsberg 1899 - Gorzów 1999 = 100 Jahre auf den Schienen: Landsberg 1899 - Gorzów 1999 (wspólnie z Józefem Finsterem), Gorzów 1999, wyd. 2 2007.
- Znamienitości Landsbergu - Joseph E. i Woldemar Nürnbergerowie = Lansberger Berühmtheiten - Joseph E. und Woldemar Nürnberger, Gorzów Wielkopolski: Urząd Miasta 2009, wyd. 2 popr. 2009.
- 100 lat tradycji farmacji weterynaryjnej w Gorzowie Wlkp. (Landsbergu) 1908-2008: Vétoquinol Biowet Sp. z o.o., Gorzów 2008.
- 101 lat tradycji farmacji weterynaryjnej w Gorzowie Wlkp. 1908-2009 : Vétoquinol Biowet Sp. z o.o., Gorzów 2010 (wyd. 2 popr.).
- Gorzów - Landsberg, Frankfurt (Oder) : historia, która nas łączy = Geschichte die uns verbindet, Gorzów Wielkopolski : Miasto Gorzów 2015.
- Droga do filharmonii, Wydaw. okolicznościowe z okazji I rocznicy działalności Centrum Edukacji Artystycznej - Filharmonii Gorzowskiej 2012.
- Gorzowskie Wodociągi wczoraj i dziś : 120 - PWiK 25 lat, Gorzów Wielkopolski: Przedsiębiorstwo Wodociągów i Kanalizacji 2015.
- Santok wczoraj i dzisiaj = Santok gestern und heute, Santok: Gmina Santok: Fundacja Ochrony Przyrody i Dóbr Historycznych Ziemi Santockiej 2015.
- Landsberg czasu Wielkiej Wojny, Gorzów Wielkopolski: Stowarzyszenie Promocji Kultury "Kamienica" 2016.
- Volksbad = Łaźnia Miejska: 1930-2015, Gorzów Wielkopolski: Stowarzyszenie Promocji Kultury "Kamienica" 2015.
- Elektrociepłownia Gorzów pełna dobrej energii, Gorzów Wielkopolski: PGE GiEK. Oddział Elektrociepłownia Gorzów 2017.

### CyklSpotkania z historią
- Spotkania z historią: Łagów = Treffen mit der Geschichte: Lagow, tł. Robert Piotrowski, Daja Weiss, Maciej J. Dudziak. Łagów: [Gmina Łagów], 2014.
- Spotkania z historią: Ośno Lubuskie = Treffen mit der Geschichte: Drossen/Neumark, tł. na jęz. niem. Daja Weiss, Ośno Lubuskie: Urząd Miejski, 2012.
- Spotkania z historią: gmina Deszczno = Treffen mit der Geschichte: Gemeinde Dechsel, tł. Grzegorz Kowalski, Deszczno: Urząd Gminy, 2012.
- Spotkania z historią: gmina Przytoczna = Treffen mit der Geschichte: Gemeinde Prittisch, Przytoczna: Urząd Gminy, 2011.
- Spotkania z historią: Pszczew = Treffen mit der Geschichte: Betsche, Pszczew, Urząd Gminy, 2011.
- Spotkania z historią: Trzciel = Treffen mit der Geschichte: Tirschtiegel, Trzciel, Urząd Miejski: Biblioteka Publiczna Miasta i Gminy, 2011.
- Spotkania z historią = Treffen mit der Geschichte: Gmina Santok = Gemeinde Zantoch, Santok, 2010[4].